# Pennies from Heaven (Lied)
Pennies from Heaven ist ein Popsong, den Arthur Johnston (Musik) und Johnny Burke (Text) 1936 für den Musikfilm gleichen Namens geschrieben haben. Es wurde dort von Bing Crosby vorgestellt. Der Song war 1936 ein großer Hit und entwickelte sich nach 1947 zum Jazzstandard.

## Hintergrund
Die durchweg in C-Dur gehaltene Melodie Johnstons ist in der Liedform A-B-A'-C gefasst und baut auf einer einfachen Akkordprogression auf (I – II7 – V7 – I, die im zweiten A-Teil abgeändert wird). Burke nutzte in seinem Text die perkussiven Wiederholungen in der Melodie, um einen Song über Regen zu schreiben. In einer märchenhaften Vorstellung waren die Wolken dabei nicht mit Wassertropfen, sondern mit Geld gefüllt, so dass es Pennymünzen vom Himmel regnete. Mit kurzen Vokalen und scharfen Konsonanten („Ev’ry time it rains/it rains pennies from heaven“) verstärkte Burke den Regencharakter der Melodie.
Crosby erkannte während der Dreharbeiten die Qualitäten der Ballade und machte Pennies from Heaven zum Titelsong des Films.

## Rezeption
Crosbys Aufnahme von Pennies from Heaven mit Jimmy Dorsey and His Orchestra für Decca Records wurde in der Radioshow Your Hit Parade 13 Wochen gespielt. In der amerikanischen Hitparade war diese Version zehn Wochen lang auf Platz 1. 2004 wurde sie in die Grammy Hall of Fame aufgenommen.
Der Song wurde 1937 für einen Oscar als „Bester Song“ nominiert (den aber The Way You Look Tonight erhielt).

## Weitere Coverversionen
Nur zwei Wochen nach Crosby ging auch Louis Armstrong (der beim Film Pennies from Heaven für eine weitere Musikeinlage sorgte, Skeleton in the Closet) ins Studio, um das Lied aufzunehmen; Louis Prima folgte. In die amerikanischen Popcharts kamen 1936 und 1937 andere Versionen von Pennies from Heaven:
- Hal Kemp and His Orchestra (#8)
- Hildegarde (#16)
- Jimmy Dorsey and His Orchestra (#19 mit Bob Eberle)
- Eddy Duchin and His Orchestra (#2, 1937)
- Teddy Wilson and His Orchestra (#3 mit Billie Holiday, gleichfalls)[1]

Einige dieser Versionen wurden bereits in einem mittleren Tempo interpretiert, so die von Wilson und Holiday. Auch Count Basie und Nat Gonella nahm Pennies from Heaven 1937 auf; Duke Ellington und Django Reinhardt hatten den Song damals gleichfalls im Repertoire. Durch Louis Armstrongs Auftritt in der Town Hall 1947, wo er auch Pennies from Heaven interpretierte, wurde der Song wieder in Erinnerung gerufen; er wurde nun auch von Charlie Ventura, Tadd Dameron, Charles Mingus, Woody Herman, Charlie Parker oder June Christy aufgenommen. Einspielungen von Lester Young, Oscar Peterson, Dave Brubeck, Sarah Vaughan und Eddie Lockjaw Davis/Shirley Scott gelten als besonders erwähnenswert.
Der Song entwickelte sich auch zum Popstandard. Frank Sinatra nahm Pennies from Heaven zweimal auf, zunächst 1956 mit Nelson Riddle für sein Album Songs for Swingin’ Lovers, 1962 mit Count Basie für Sinatra–Basie: An Historic Musical First. Auch Andy Williams, Dean Martin, The Skyliners und Michael Bublé (auch mit Paul Anka) nahmen den Song auf. Shirley Bassey trug den Song in der The Muppet Show vor.

### Parodien
1957 bearbeitete Louis Prima den Song und scattete „shoobie doobie doobie … sunshine and ravioli … pizzioli“; diese Version erschien als Penne from Heaven. Eine andere Parodie ist Benny’s from Heaven. Dessen neuer Text stammt von Eddie Jefferson, der ebenso wie James Moody diese Version vortrug. Dabei ging es um einen „second lieutenant named Spears“ der nach Hause kam, „after staying overseas three years,“ und nun ein Baby zu Hause vorfand, das, wie seine Frau erklärte, vom Himmel gekommen sei. Diese Parodie war auch im Repertoire von Roger Cicero. Dean Martin eröffnete seit den 1960er Jahren seine Shows mit einem Medley, das die Parodie Bourbon from Heaven enthielt.

## Weitere Verwendung im Film
Die BBC machte 1978 Pennies from Heaven zum Titel einer Fernsehserie. 1981 wurde die Version von Arthur Tracy aus dem Jahr 1937 im Film Tanz in den Wolken von Herbert Ross verwendet, lippensynchron zum Schauspieler Vernel Bagneris. Billie Holidays Interpretation wurde 1994 in dem Film Corrina, Corrina genutzt. Louis Primas Version von 1936 wurde 2003 in dem Film Buddy – Der Weihnachtself und 2008 in dem Trickfilm Igor und Rose Murphys Interpretation von Pennies from Heaven wurde 2011 in dem Spielfilm Der Künstler verwendet.